# 続・社長道中記
『続・社長道中記』（ぞくしゃちょうどうちゅうき）は、1961年5月30日に東宝系で公開された日本映画。カラー。東宝スコープ。
なお正式タイトルは『続・社長道中記 女親分対決の巻』（ - おんなおやぶんたいけつのまき）だが、本編では『女親分対決の巻』は省かれている。

## 概要
『社長シリーズ』第11作。本作では海外向けウナギの缶詰を作ろうとした「太陽食料」が、名古屋に行って、養鰻会社相手に奮闘する話。地方ロケは名古屋の他、静岡県は浜松市が有る。
本作は草笛光子を筆頭とした女優陣の演技が光り、そのうち中真千子は3作後の『社長洋行記』（監督：杉江敏男）よりレギュラーに加わる。
なお、音楽は古関裕而に代わって、初期に活躍した松井八郎が担当しているが、本作をもって松井はシリーズを去る。

## スタッフ
- 製作：藤本真澄
- 原作：源氏鶏太（『随行さん』より）
- 脚本：笠原良三
- 監督：松林宗恵
- 撮影：鈴木斌
- 照明：猪原一郎
- 美術：浜上兵衛
- 録音：矢野口文雄、下永尚
- 音楽：松井八郎
- スチール：秦大三

## 出演者
- 三沢英之助：森繁久彌
- 三沢福子：久慈あさみ
- 三沢幸子：浜美枝
- 倉持善助：加東大介
- 桑原武：小林桂樹
- 土井支社長：三木のり平
- 松浦敬子：団令子
- 芸者〆丸：草笛光子
- マダムえみ子：淡路恵子
- 高橋百子：中島そのみ
- 近藤社長：田崎潤
- 近藤宇奈子：岡村文子
- 山中先生：十朱久雄
- 小山田社長：山茶花究
- 島健太郎：加藤春哉
- 悠子：中真千子
- 中村：太刀川寛
- 守衛：佐田豊
- 社員A：岡豊
- 社員B：高山佳久
- 社員C：砂川繁視
- 運転手：大友伸
- 番頭：谷晃
- うなぎや・近藤：藤原釜足
- 芸者A：園田まゆみ
- 女中：三田照子

## 同時上映
『妻として女として』
- 脚本：井手俊郎、松山善三／監督：成瀬巳喜男／主演：淡島千景

- 三沢英之助：森繁久彌
- 三沢福子：久慈あさみ

## テレビ放送
1988年4月30日に昼0時からTBS系列で放送。